# Lhůta (Mochtín)
Lhůta je malá vesnice, část obce Mochtín v okrese Klatovy v Plzeňském kraji. Nachází se 1,5 kilometru jihovýchodě od Mochtína. Je zde evidováno 19 adres. V roce 2011 zde trvale žilo 31 obyvatel.
Lhůta leží v katastrálním území Lhůta u Klatov o rozloze 1,27 km².

## Historie
První písemná zmínka o vesnici pochází z roku 1379.

## Obyvatelstvo
| Rok            | 1869 | 1880 | 1890 | 1900 | 1910 | 1921 | 1930 | 1950 | 1961 | 1970 | 1980 | 1991 | 2001 | 2011 | 2021 |
| -------------- | ---- | ---- | ---- | ---- | ---- | ---- | ---- | ---- | ---- | ---- | ---- | ---- | ---- | ---- | ---- |
| Počet obyvatel | 110  | 120  | 76   | 59   | 82   | 111  | 101  | 77   | 69   | 66   | 56   | 39   | 33   | 31   | 31   |
| Počet domů     | 14   | 16   | 17   | 13   | 14   | 15   | 16   | 18   | 15   | 15   | 13   | 15   | 16   | 16   | 18   |

## Obecní správa
Při sčítání lidu v letech 1850–1929 Lhůta byla osadou obce Mochtín v okrese Klatovy. V letech 1930–1975 byla samostatnou obcí v okrese Klatovy. Od 1. července 1975 do 31. prosince 1979 byla částí obce Kocourov v okrese Klatovy. Od 1. ledna 1980 je opět částí obce Mochtín v okrese Klatovy.

## Galerie

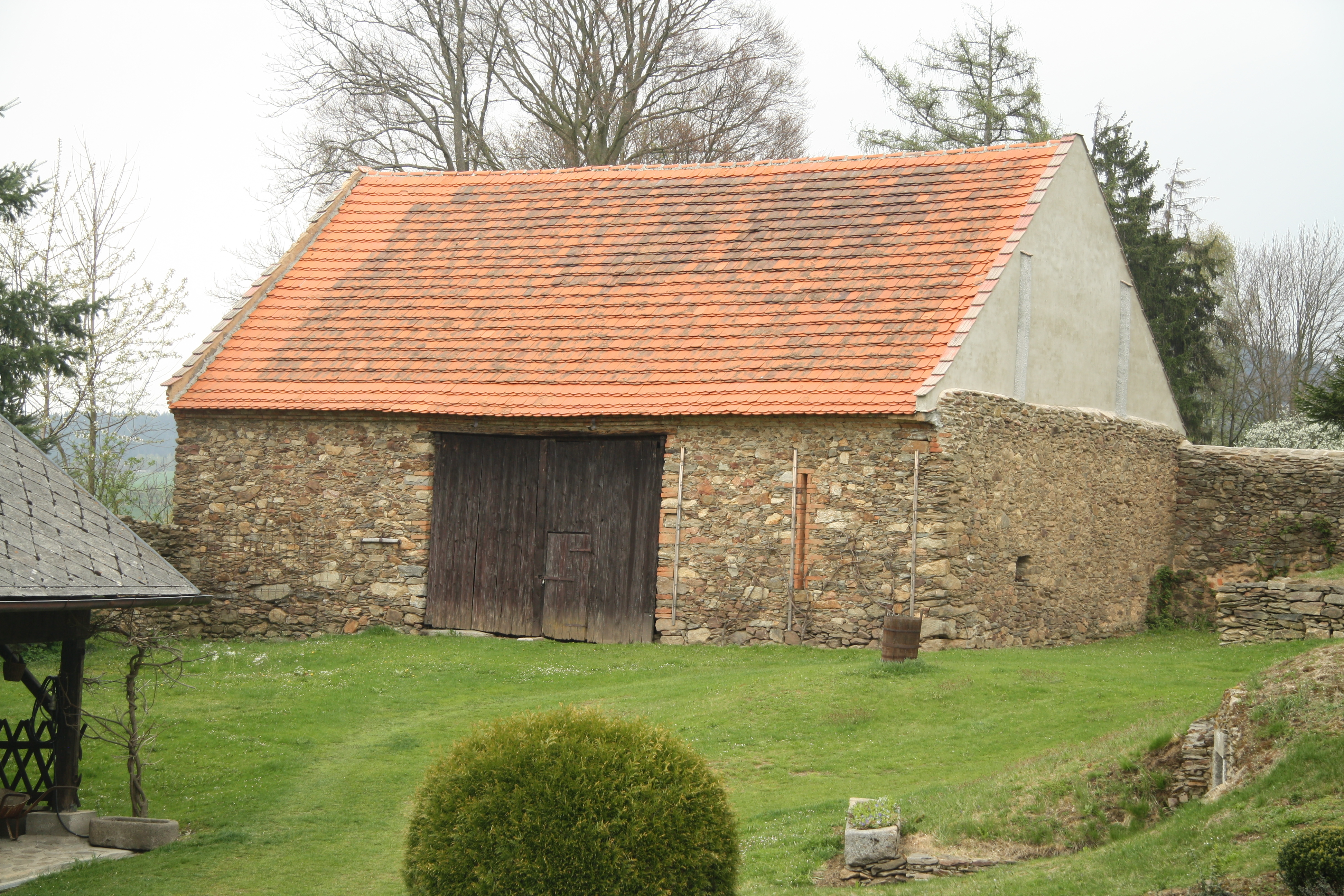
Stodola
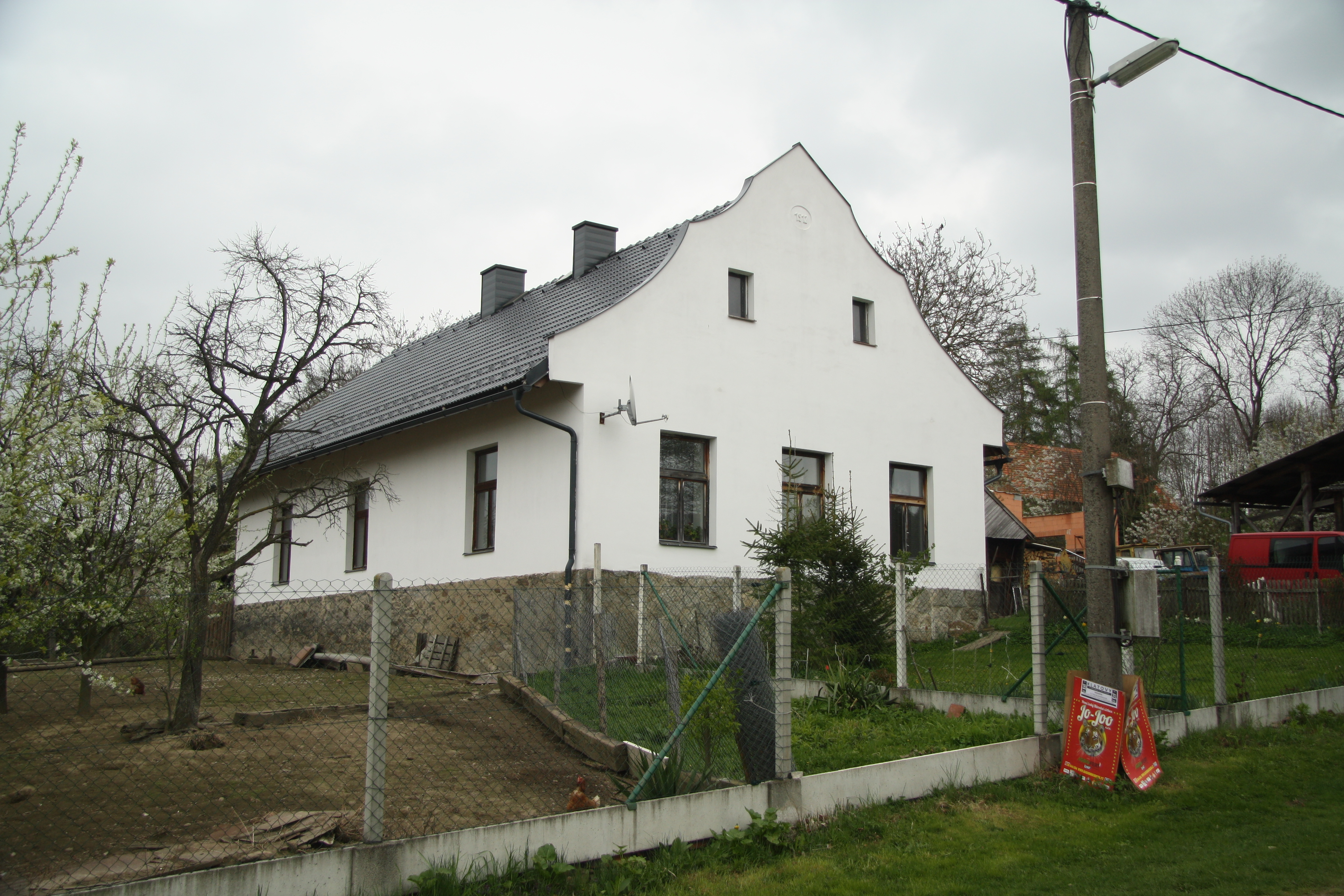
Dům čp. 2
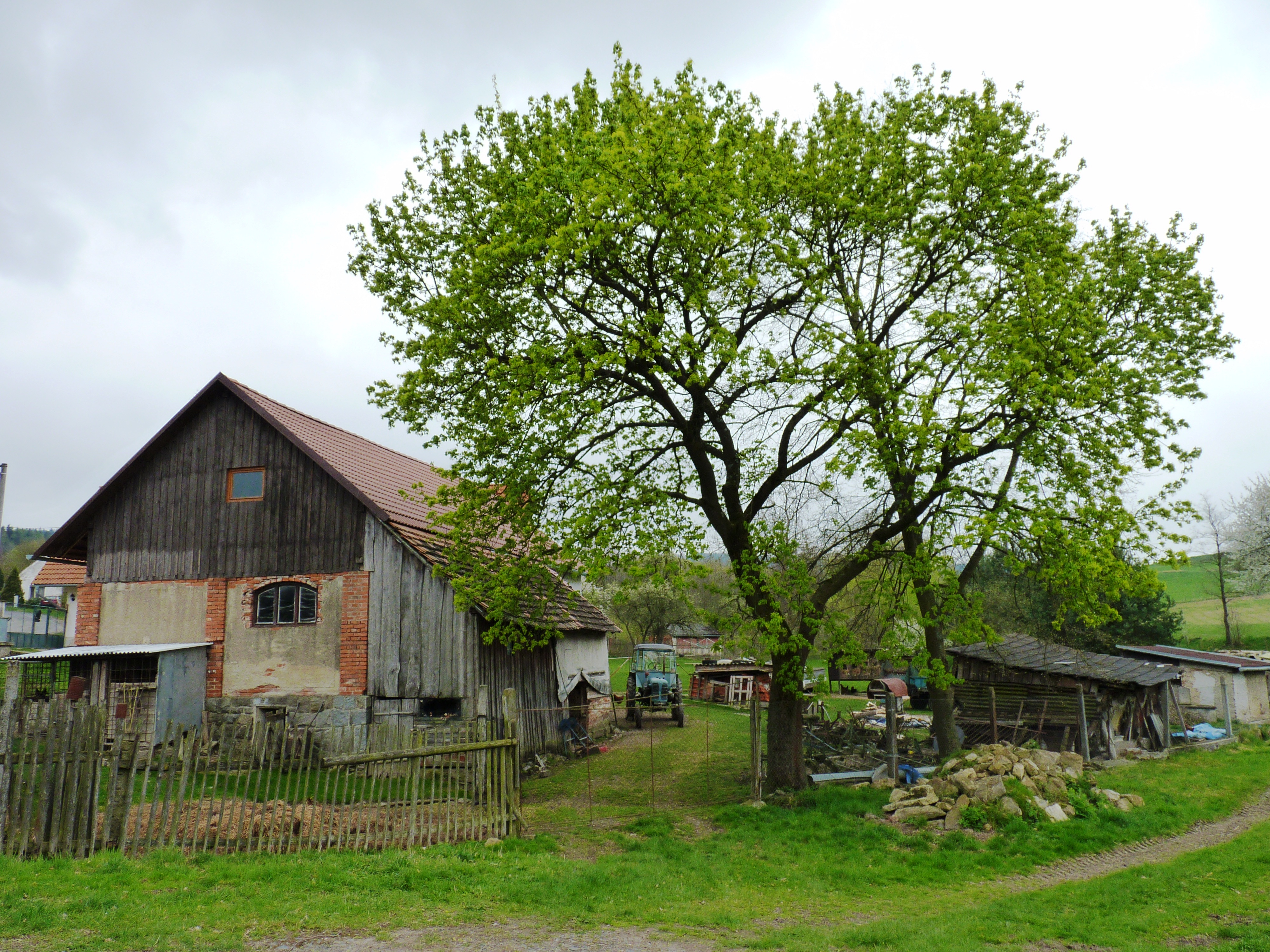
Stodola se stromem